# منظومة تصريف

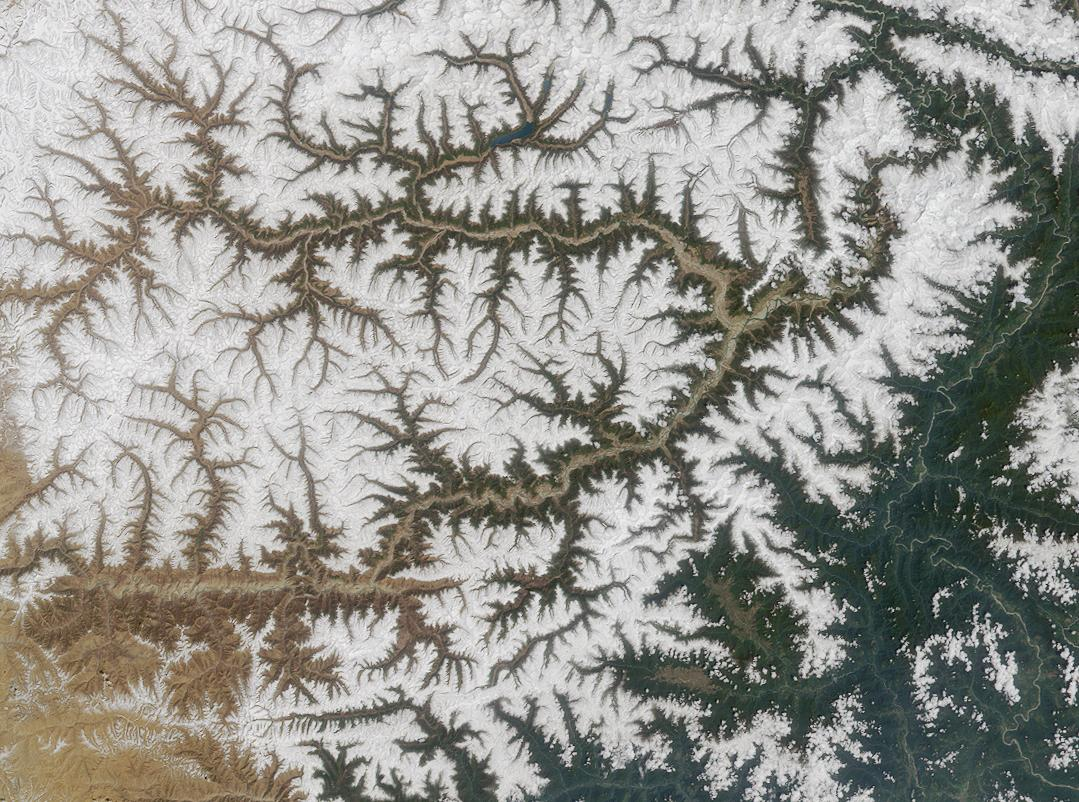
منظومة التصريف الشجيرية؛ أو المتشجرة: مشهد من الفضاء لنهر يارلونغ تسانجبو، التِبت: يلاحظ أن الغطاء الثلجي قد ذاب داخل منظومة الوادي.

في علم شكل الأرض منظومة التصريف هي النسق الذي تشكله (أو تشكيلة ) الجداول والأنهار، والبحيرات في مستجمع مائي (أو حوض تصريف) معين. وتُحكم تلك المنظومات في بقعة معينة بتضاريس الأرض؛ إِذَا ما كان يهيمن عليها صخورا صلبة أو لينة، وكذلك درجة تحدر (أو ميل) الأرض. في كثير من الأحيان، يعتبر علماء شكلياء الأرض وعلماء المياه أن الجداول والأنهار جزء من أحواض التصريف. حوض التصريف هو المنطقة الطبوغرافية التي يستقبل منها الجدول أو النهر الجريان السطحي، والتدفق النضحي، وتدفق الماء الجوفي. ويفصل بين أحواض التصريف وبعضها البعض حواجز طبوغرافية تسمى بحد التصريف. و يضم حد التصريف كل روافد المجري المائي التي تتدفق نحو نقطة أو موضع علي درب المجري الرئيسي. تختلف أعداد وأحجام وأشكال أحواض التصريف التي تتواجد في منطقة معينة وكلما كانت الخريطة الطبوغرافية أكبر، توافر المزيد من المُعْطَيَات حول حوض التصريف.

## أنماط منظومات التصريف
وفقا لشكل القنوات المائية، يمكن أن تصنيف منظومات التصريف لعدة أصناف تُعرف بأنماط التصريف. وتعتمد أنماط التصريف في منطقة معينة على تضاريس وجيولوجيا الأرض.

### أنماط التصريف المُتّسِقة
توصف منظومة التصريف أنها متسقة إذا كان النمط الذي تتخذه مرتبطا ببنية ونتوءات صفحة الأرض التي تتدفق فوقها.

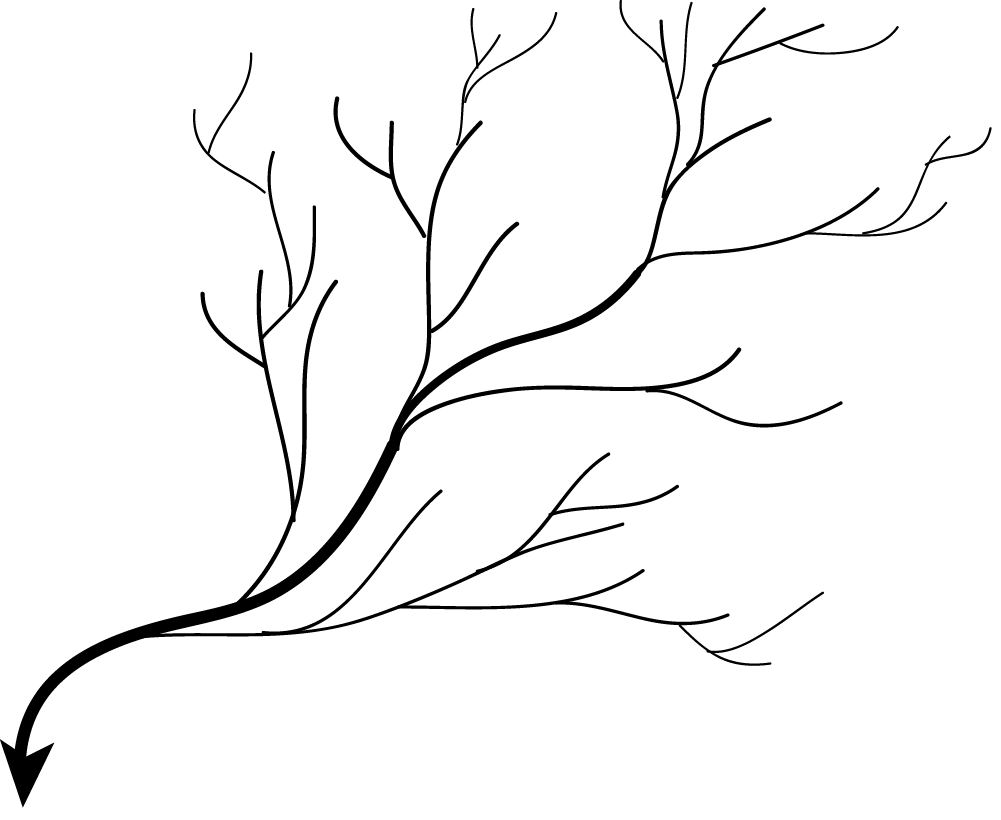
نمط التصريف الشجيري

#### نمط التصريف الشجيرى
منظومة التصريف الشجيرية (ذات التشعبات الشبيهه بأغصان شجرة) هي الشكل الأكثر شيوعا في منظومات التصريف. تساهم العديد من الجداول المائية (المشابهة لاغصان شجرة) في المنظومة الشجيرية، والتي تنضم بعد ذلك معا داخل روافد النهر الرئيسي (مثل الفروع وجذع الشجرة تِبَاعاً). وهي تتنامي بينما تتبع القناة النهرية الانحدار الأرضي. تتشكل المنظومات الشجيرية في الوديان التي تكون على شكل حرف V، وبالتبعية، ينبغي أن تكون الصخور من الأنواع الغير منفذة للماء والغير مسامية.

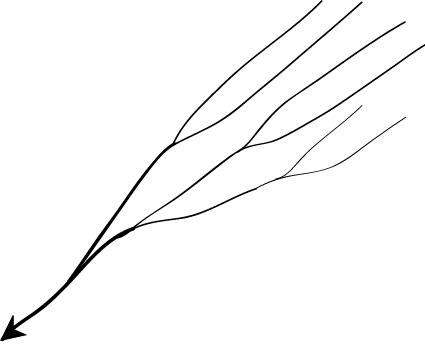
نمط التصريف المتوازي

#### نمط التصريف المتوازي
منظومة التصريف المتوازي هي نمط من الأنهار ناجمة عن منحدرات شديدة لها بعض النتوءات الأرضية. بسبب الانحدار الشديد، تكون الجداول المائية سريعة جدا ومستقيمة، وذات عدد قليل جدا من الروافد جميعها تتدفق في الاتجاه نفسه. وتتشكل هذة المنظومات على السطوح ذات الانحدار المنتظم، على سبيل المثال، الأنهار التي تتدفق نحو الجنوب الشرقى من جبال الأبيردير في كينيا.
أنماط التصريف المتوازي تتشكل حيث يوجد انحدار صريح للسطح. يتكون أيضا النمط المتوازي في مناطق ذت التضاريس المتوازية والمستطيلة مثل كتل الصخر البارز المقاوم للتآكل. وفيها تميل جداول الماء الرافدية أن تتمطي بأسلوب شبه متوازي متابعة لانحدار السطح. وقد يشير النمط المتوازي في بعض الأحيان إلي وجود فالق كبير يمر عبر منطقة مطوية أو مثنية بشكل حاد في صخر القاعدة. ويمكن أن يحدث تحول بشتي الأشكال بين الأنماط المتوازية، والشجيرية، والتعَرِيشية.

## حاشية
1. ↑  Pidwirny, M., (2006). "The Drainage Basin Concept". Fundamentals of Physical Geography, 2nd Edition.  نسخة محفوظة 04 سبتمبر 2017 على موقع واي باك مشين.
2. 1 2  Ritter, Michael E., The Physical Environment: an Introduction to Physical Geography. 2006 نسخة محفوظة 02 سبتمبر 2017 على موقع واي باك مشين.
3. ↑  Lambert، David (1998). The Field Guide to Geology. Checkmark Books. ص. 130–131. {{استشهاد بكتاب}}: الوسيط غير المعروف |الرقم المعياري= تم تجاهله يقترح استخدام |ردمك= (مساعدة)